# Two Prosecutors
Two Prosecutors es una próxima película rusa de drama histórico escrita y dirigida por Serguéi Loznitsa, basada en la novela homónima de Georgy Demidov. La película se estrenará mundialmente en la competencia principal del Festival Internacional de Cine de Cannes de 2025, donde fue nominada a la Palma de Oro.

## Argumento
En 1937, un joven fiscal soviético encuentra una carta escrita por un preso. Creyendo que el hombre es víctima de la corrupción de la NKVD, el fiscal busca justicia ante el Procurador General.

## Reparto
- Aleksandr Kuznetsov como Kornev
- Aleksandr Filippenko
- Anatoliy Beliy
- Andris Keišs
- Vytautas Kaniušonis

## Producción
La fotografía principal tuvo lugar en Riga en octubre de 2024.

## Estreno
La película se proyectará en la competencia en el Festival Internacional de Cine Cannes de 2025.